# Niermel Ramkhelawan
Niermel Ramkhelawan (Utrecht, 6 augustus 1977) is een voormalig Nederlands voetballer van Surinaamse afkomst die uitkwam voor VVV.

## Loopbaan
Ramkhelawan doorliep de jeugdopleiding van Feyenoord en groeide daar uit tot jeugdinternational, maar slaagde er niet in door te breken naar de selectie van het eerste elftal. Na een omweg via de jeugd van FC Utrecht en de amateurs van VV Vianen en Elinkwijk kreeg hij in 1999 alsnog een kans in het betaald voetbal. De middenvelder sloot op amateurbasis aan bij VVV. Bij de Venlose eerstedivisionist maakte hij op 2 oktober 1999 zijn competitiedebuut als rechtsback, in een met 4-1 verloren uitwedstrijd bij FC Groningen. Trainer Hennie Spijkerman gunde hem daarna nog slechts twee invalbeurten en Ramkhelawan kreeg na afloop van het seizoen geen contract aangeboden. Hierna kwam hij nog uit voor de amateurs van DESTO en VV Nunspeet.

## Statistieken
| Seizoen | Club   | Competitie     | Competitie | Competitie | Beker | Beker | Nacompetitie | Nacompetitie | Totaal | Totaal |
| Seizoen | Club   | Competitie     | Wed.       | Dlp.       | Wed.  | Dlp.  | Wed.         | Dlp.         | Wed.   | Dlp.   |
| ------- | ------ | -------------- | ---------- | ---------- | ----- | ----- | ------------ | ------------ | ------ | ------ |
| 1999/00 | VVV    | Eerste divisie | 3          | 0          | 0     | 0     | —            | —            | 3      | 0      |
| Totaal  | Totaal | Totaal         | 3          | 0          | 0     | 0     | 0            | 0            | 3      | 0      |